# إلينا بوبا
إلينا بوبا (بالرومانية: Elena Popa)‏ هي مجدفة رومانية، ولدت في 1 أكتوبر 1976 في Batăr ‏ في رومانيا.

## وصلات خارجية
- إلينا بوبا على موقع الاتحاد الدولي للتجديف (الإنجليزية)
- إلينا بوبا على موقع اللجنة الأولمبية الدولية (الإنجليزية)
- إلينا بوبا على موقع أوليمبيديا (الإنجليزية)